# Helvetic Airways
Helvetic Airways AG ist eine schweizerische Regionalfluggesellschaft mit operativem Sitz in Kloten und Basis auf dem Flughafen Zürich.

## Geschichte

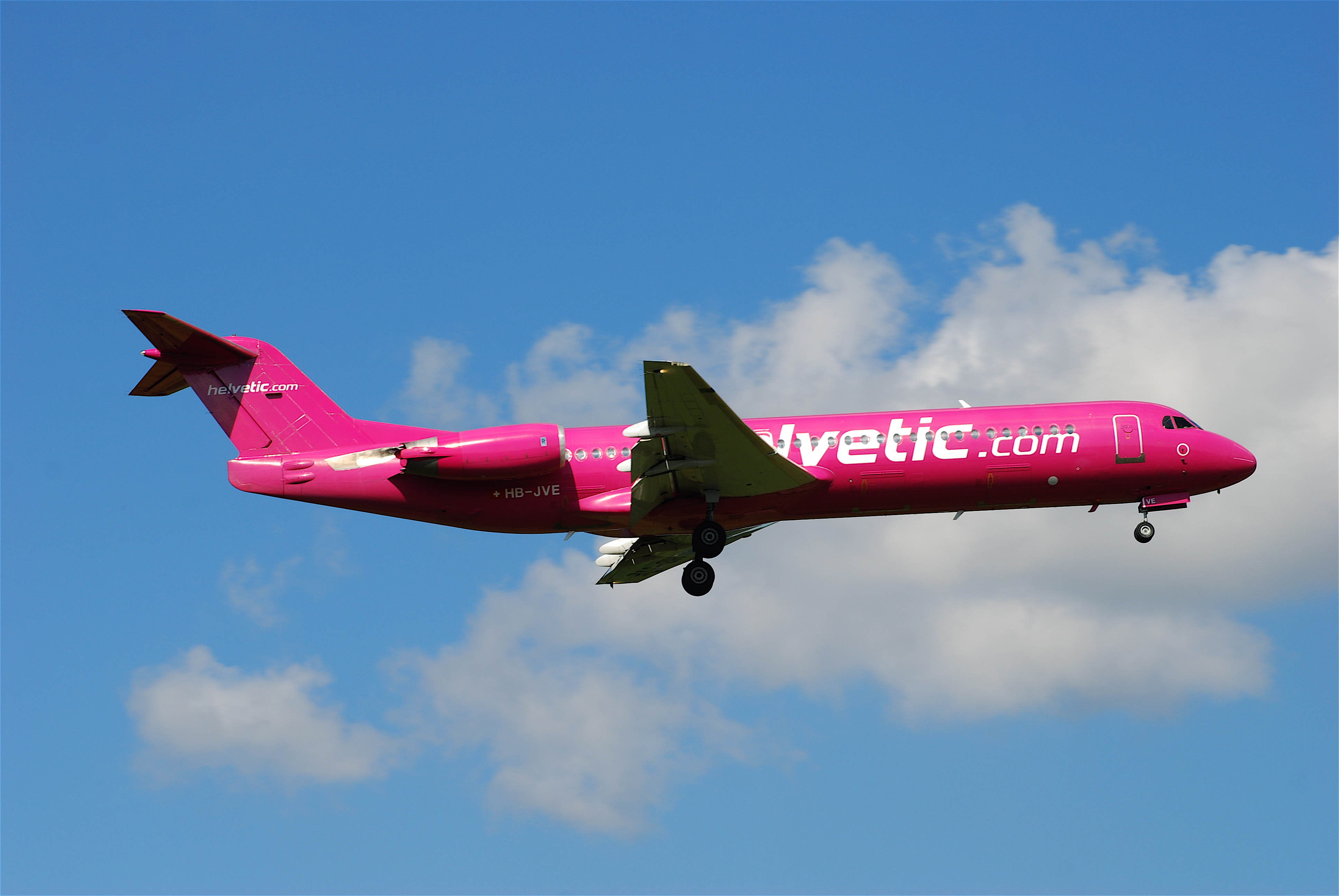
Eine Fokker 100 der Helvetic Airways in der alten Bemalung im Jahr 2004

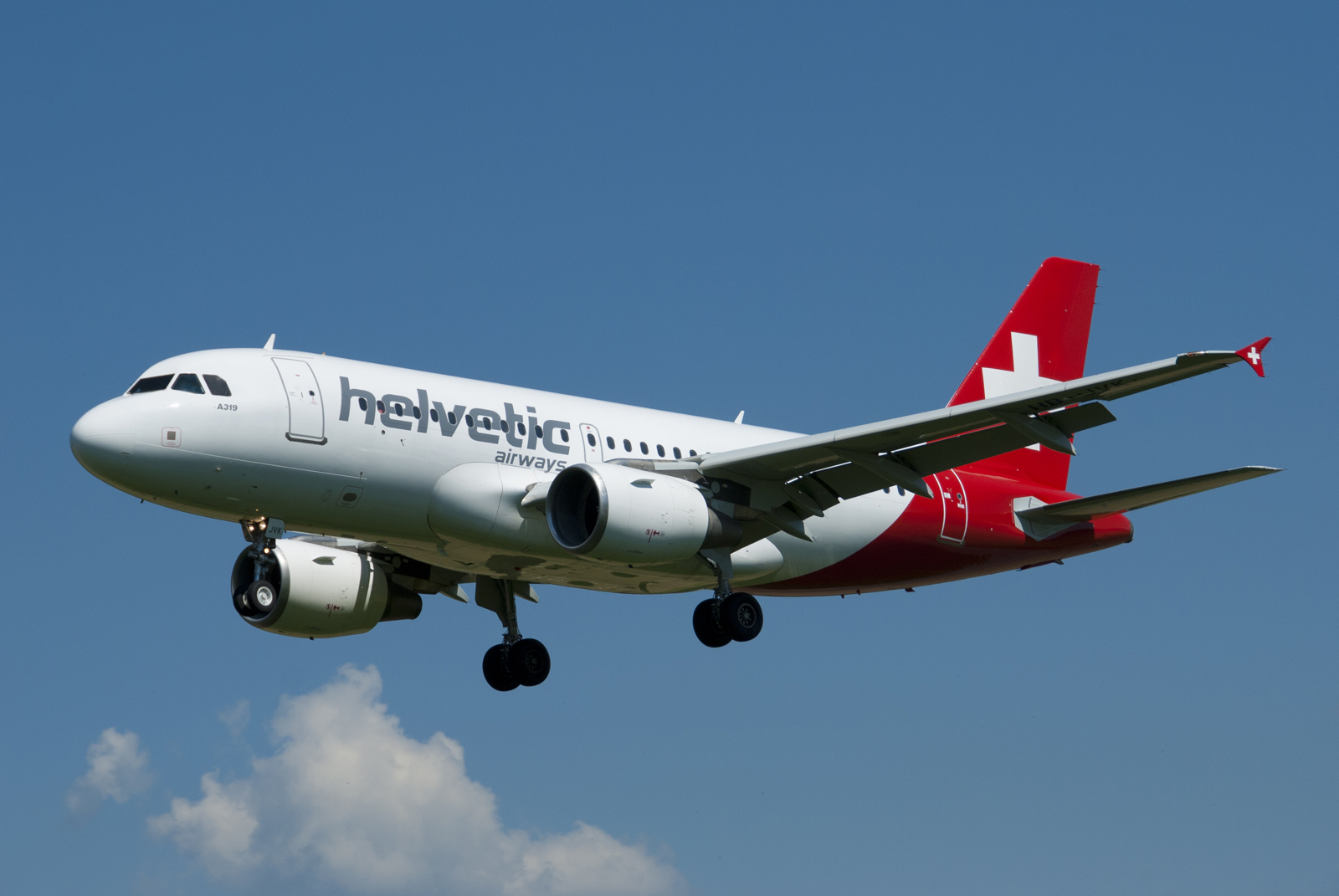
Airbus A319-100 der Helvetic Airways

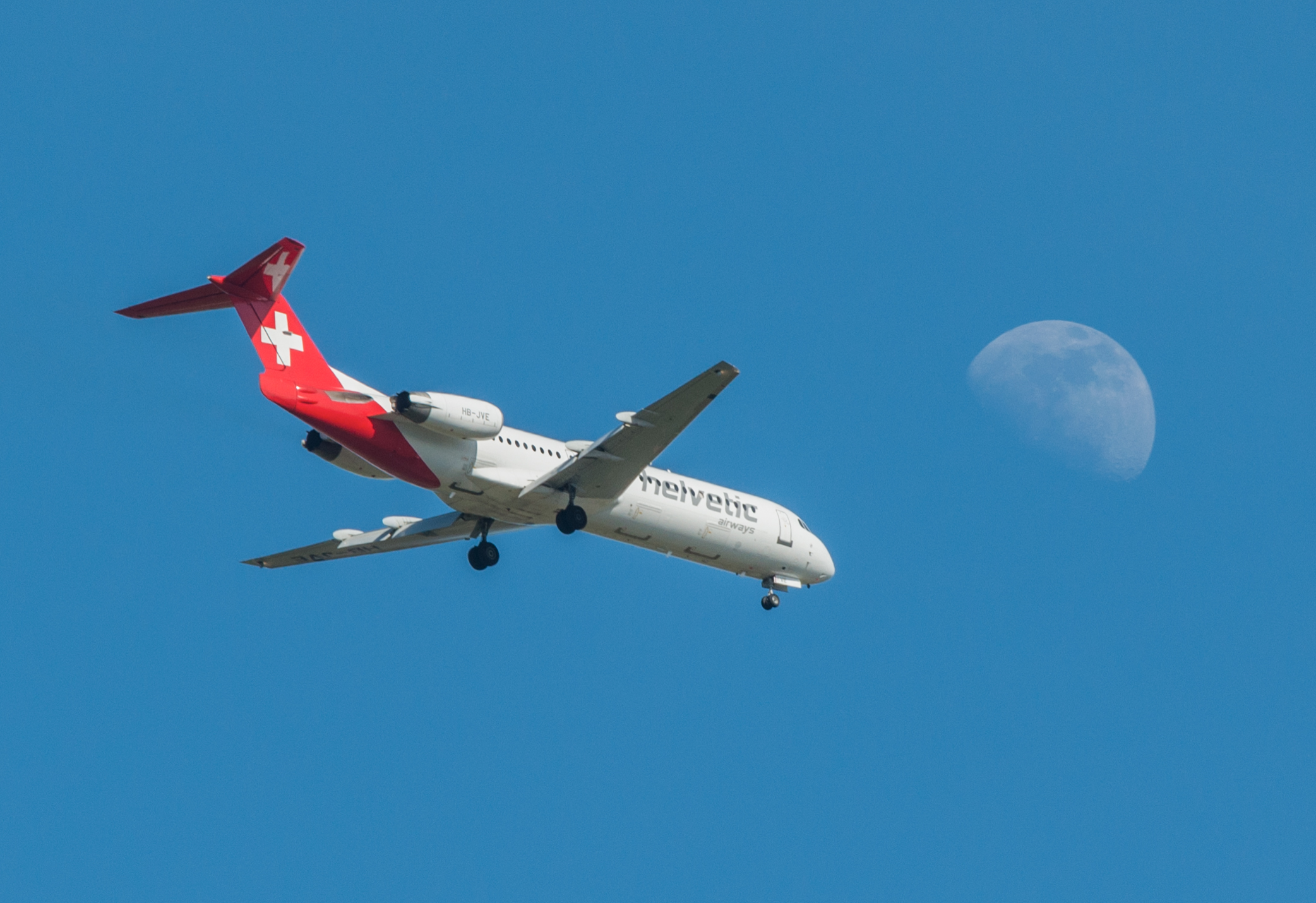
Eine Fokker 100 im Anflug auf die Piste 14 am Flughafen Zürich

### 2003 – Entstehung
Helvetic Airways entstand im Herbst 2003 als Erweiterung der bereits bestehenden Odette Airways, die mit einer McDonnell Douglas MD-83 der ehemaligen Crossair seit Februar 2002 Gastarbeiterflüge zu Flugzielen in Südosteuropa wie zum Beispiel Priština durchführte. Diese eine Maschine wurde nur zum Jahreswechsel 2002/2003 kurzzeitig durch eine von Swiss geleaste Maschine des Typs MD-82 ergänzt. Im November 2003 nahm dann Helvetic als erste Billigfluggesellschaft der Schweiz ihren Betrieb mit einer Fokker 100 und drei Destinationen auf. 2004 wurden insgesamt sieben Maschinen vom Typ Fokker 100 betrieben und das Streckennetz erweitert.

### 2006 – Vollständige Übernahme durch Martin Ebner und Geburtsstunde der Helvetic Airways
Im März 2006 übernahm Martin Ebner die finanziell angeschlagene Fluggesellschaft vollständig und investierte insgesamt 50 Mio. CHF zur Rettung. Die Flotte war bis Juni 2006 auf 4 Flugzeuge reduziert worden. Die Übernahme brachte einige Veränderungen mit sich; so wurden die Posten der Geschäftsleitung, die bis mindestens 2017 nur aus zwei Personen bestand, neu besetzt. Bei der Übernahme führten Bruno Jans als CEO und Tobias Pogorevc als CFO die Geschicke der Helvetic Airways, nach dem Ausscheiden von Bruno Jans 2018 gelangte Tobias Pogorevc auf den CEO-Posten.
Zudem verabschiedete sich die Fluglinie zu jener Zeit vom Image einer Billigfluggesellschaft, was sich auch in der optischen Erscheinung der Bemalung der Aussenhaut der Flugzeuge bemerkbar machte: So wurde das grelle Pink mit weissem Helvetic-Schriftzug durch einen weissen Grund mit silbergrauem Helvetic-Schriftzug ersetzt und das Seitenleitwerk in Rot mit Schweizerkreuz gehalten. Das neue Design wurde im Dezember 2006 der Öffentlichkeit präsentiert. Zeitgleich wurden auch die Uniformen der Crew angepasst und ebenfalls das Pink entfernt und die anthrazitfarbene Uniform durch rote Elemente (Halstuch) ergänzt. Als Slogan wurde Auf ganzer Linie schweizerisch gewählt.
Als neue Strategie wird ein Mix aus drei Standbeinen Linienflügen, Wet-Lease und Charterflügen gefahren, was als Erfolgsmodell bei Helvetic gilt.
Martin Ebner gab in einem Interview an, dass die Fluggesellschaft zwei Jahre nach seinem initialen Investment profitabel sei und keine weitere Unterstützung mehr benötige. Die Flotte wurde 2010 wieder um zwei Fokker 100 ergänzt.

### 2013 bis 2016
Helvetic beschaffte auf ihrem Wachstumskurs im Mai 2013 einen Airbus A319 und 2014 sieben Embraer 190.
2015 beförderte Helvetic Airways insgesamt 1,75 Mio. Passagiere bei einer Auslastungsquote der Flotte von 85 %. Als Wachstumshindernis wurde die Rekrutierung von genügend Piloten und Flugbegleitern genannt.

### 2016 – 10-jähriges Bestehen
Im April 2016 feierte Helvetic Airways das 10-jährige Bestehen. Die beständige Geschäftsleitung bestehend aus Bruno Jans und Tobias Pogorevc als CFO wurde laut Medienberichten als Zeichen des gesicherten Engagements des Eigners Martin Ebner gewertet.

### Ab 2017
Eigentümer Martin Ebner beabsichtigte, die Helvetic Airways zu Europas führender Fluggesellschaft für Spezialflüge für Fussball- und Sportclubs sowie Firmen zu entwickeln. Im Dezember 2016 hatte Helvetic Airways passend dazu den Spengler Cup gesponsert.
Die Flotte wurde im April 2017 mit der Retournierung der Airbus A319 an den Leasinggeber auf 12 Maschinen verkleinert. Helvetic wollte sich damit auf Maschinen mit gut 100 Plätzen im Kurzstreckensegment konzentrieren und mit einer Flotte mit nur noch zwei Flugzeugtypen Wartungskosten sparen. Per 1. April 2018 übernahm Tobias Pogorevc den Posten als CEO und bildet seither gemeinsam mit COO Simon Schatzmann die Geschäftsleitung von Helvetic Airways.
An der Farnborough Airshow 2018 gab Helvetic eine Bestellung von 12 Embraer 190-E2 plus Optionen auf 12 weitere E190-E2/E195-E2 bekannt zum Ersatz der bestehenden Flugzeuge der Typen E190 sowie Fokker 100. Am 14. Juni 2019 absolvierte die Fokker HB-JVG ihren letzten Flug für Helvetic als Rundflug über die Alpen; der letzte reguläre Passagierflug hatte eine Woche zuvor stattgefunden. Die erste Embraer 190-E2 mit dem Kennzeichen HB-AZA wurde im Oktober 2019 ausgeliefert. Die zweite folgte im Dezember mit dem Kennzeichen HB-AZB. Damit will Helvetic die umweltfreundlichste und effizienteste Flotte Europas aufbauen, die ihre Flugzeuge auf dem ganzen Kontinent stationiert.
Wegen des starken Rückganges der Passagierzahlen und der sinkenden Nachfrage nach Wet-Lease-Leistungen durch die Corona-Pandemie wurde der Helvetic-Airways-Betrieb im März 2020 vorläufig eingestellt. Ein Teil der Flugzeuge wurde auf dem Flugplatz Dübendorf abgestellt, gleichzeitig wurde eines der geleasten Flugzeuge zurückgegeben. Die dafür benötigten 10 Piloten wurden entlassen, Abgänge beim Kabinenpersonal wurden nicht ersetzt. Ab dem 5. Juli 2020 wurde der Flugbetrieb schrittweise wieder aufgenommen.

## Besitzverhältnisse
Im Zuge einer finanziellen Sanierung übernahm im März 2006 Financier Martin Ebner über seine zusammen mit seiner Frau betriebene Beteiligungsgesellschaft Patinex AG die kompletten Anteile an Helvetic Airways, nachdem er zuvor Mehrheitsaktionär gewesen war. Zur Verhinderung des drohenden Konkurses der Fluggesellschaft, die seit ihrer Gründung 2003 insgesamt 40 Mio. Schweizer Franken an Schulden angehäuft hatte, wurde das Aktienkapital von 40 Mio. CHF auf Null herabgesetzt und eine Kapitalerhöhung von Null auf 10 Mio. CHF vorgenommen. Das Geld für diese Kapitalerhöhung stammte komplett von der Patinex AG.

## Flugziele
Bis zur Corona-Pandemie wurden im Liniendienst von Helvetic Airways Bordeaux, Kittilä, Olbia, Palma de Mallorca, Shannon und Tromsø von Zürich oder Bern angeflogen. Für verschiedene Reiseveranstalter fliegt oder flog Helvetic Airways zudem weitere Ziele im Charterbetrieb an.
Ab Sommer 2018 wurden von Zürich aus Calvi und Rostock angeflogen. Ausserdem wurden von Bern ebenfalls Calvi und zusätzlich Jerez bedient.
Seit 2010 standen im Rahmen eines Wet-Lease-Abkommens drei der sechs Fokker 100 für Swiss im Einsatz, seit dem Winterflugplan 2013/14 setzte Helvetic bis mindestens 2017 total vier Fokker 100 für Swiss ein. Im August 2014 wurde bekannt, dass Helvetic vier neue Flugzeuge des Typs Embraer 190 beschafft. Ab Ende 2014 waren vier dieser Flugzeuge im Dienste der Swiss unterwegs und ersetzten dort alternde Maschinen des Typs Avro RJ-100. Die Zusammenarbeit wurde 2019 erweitert auf bis zu acht Maschinen, die zu Zielen wie Bremen, Budapest, Nürnberg, Stuttgart und Ljubljana fliegen oder flogen. Seit Sommerflugplan 2022 umfasst die «Basisabnahme» der Swiss sechs Maschinen.
Ab Ende März 2016 bestand auch ein Wet-Lease-Abkommen mit der deutschen Lufthansa für die Strecke Zürich–München, welche die Strecke mittlerweile wieder mit eigenen Flugzeugen betreibt oder betrieb.

## Flotte

### Aktuelle Flotte

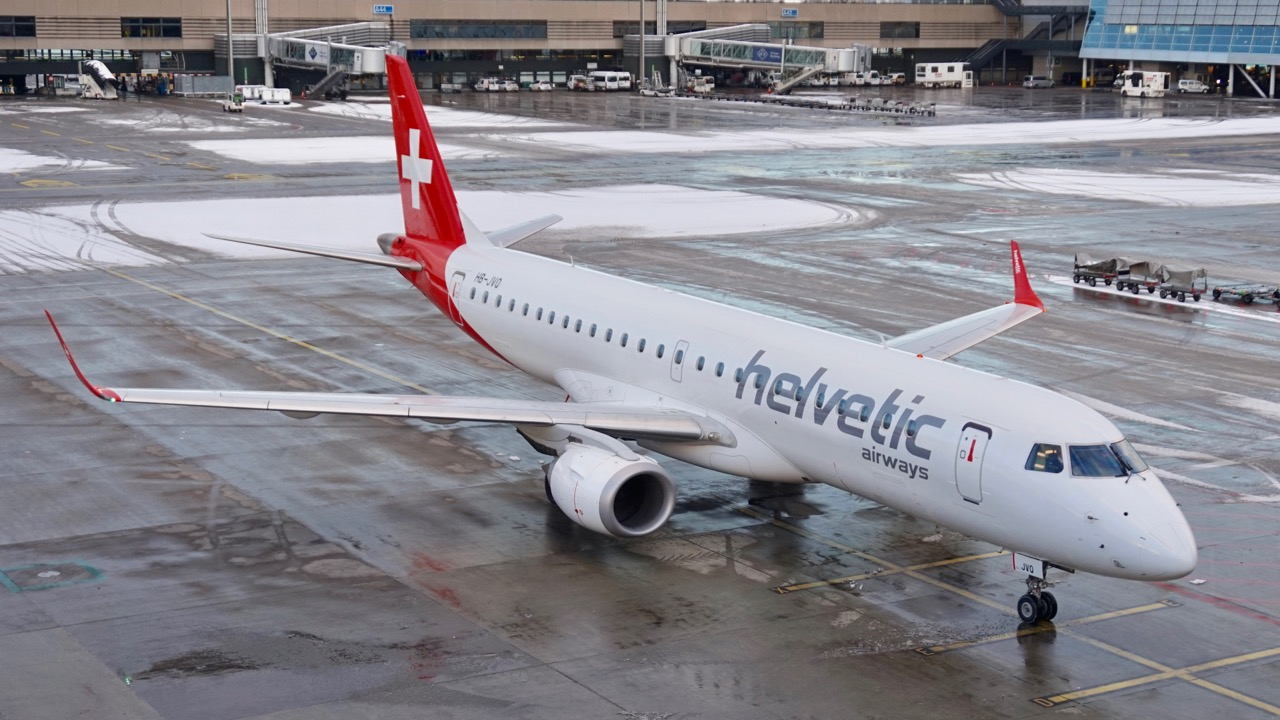
Eine Embraer 190 am Flughafen Zürich

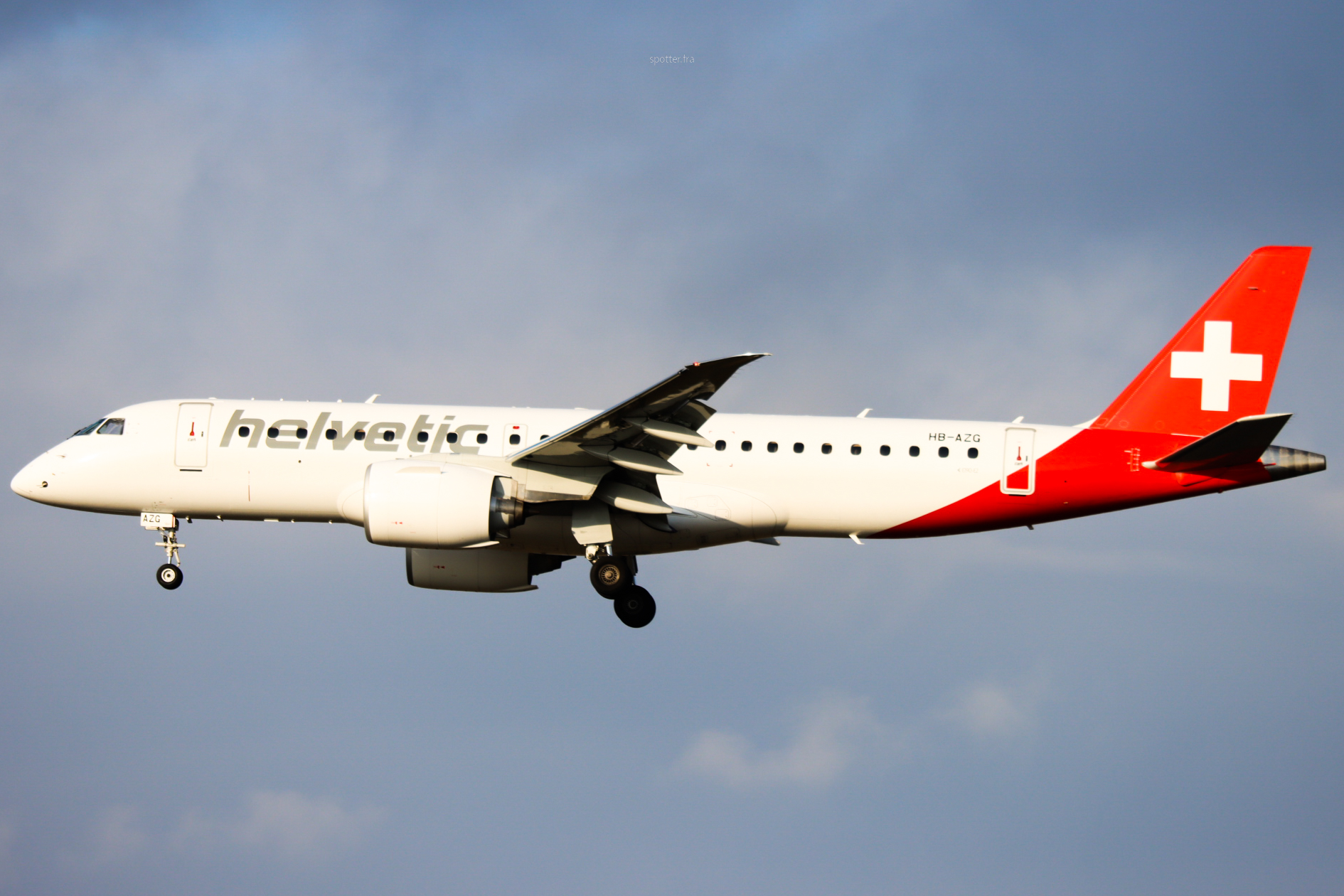
Eine Embraer E190-E2 von Helvetic im Landeanflug auf den Flughafen Frankfurt am Main

Mit Stand April 2025 besteht die Flotte der Helvetic Airways aus 22 Flugzeugen mit einem Durchschnittsalter von 8,9 Jahren:
| Flugzeugtyp     | Anzahl | bestellt | Anmerkungen  | Sitzplätze | Durchschnittsalter |
| --------------- | ------ | -------- | ------------ | ---------- | ------------------ |
| Embraer E190-E2 | 08     |          | drei inaktiv | 110        | 04,8 Jahre         |
| Embraer E195-E2 | 04     |          |              | 134        | 03,8 Jahre         |
| Embraer ERJ-190 | 06     |          |              | 112        | 14,3 Jahre         |
| Embraer ERJ-195 | 04     |          |              | 122        | 13,9 Jahre         |
| Gesamt          | 22     | -        |              |            | 08,9 Jahre         |

### Aktuelle Sonderbemalungen
| Flugzeugtyp     | Luftfahrzeugkennzeichen | Bemalung                          | Zeitraum                       | Bild |
| --------------- | ----------------------- | --------------------------------- | ------------------------------ | --- |
| Embraer E190-E2 | HB-AZE                  | „1,600th E-Jet“                   | seit Juli 2020                 | |
| Embraer E195-E2 | HB-AZI                  | „E195-E2 Largest Aircraft in LCY“ | 26. März 2025 bis 25. Mai 2025 | Bild gesucht Die Wikipedia wünscht sich an dieser Stelle ein Bild. Weitere Infos zum Motiv findest du vielleicht auf der Diskussionsseite . Falls du dabei helfen möchtest, erklärt die Anleitung , wie das geht. |

### Ehemalige Flugzeugtypen
In der Vergangenheit setzte Helvetic Airways bereits folgende Flugzeugtypen ein:
| Flugzeugtyp             | Anzahl | Einflottung | Ausflottung |
| ----------------------- | ------ | ----------- | ----------- |
| Airbus A319-100         | 1      | 2013        | 2017        |
| Fokker F100             | 9      | 2003        | 2019        |
| McDonnell Douglas MD-83 | 1      | 2002        | 2005        |

## Trivia
- Beim Überführungsflug der HB-AZE, der 5. Embraer 190-E2 für Helvetic Airways, flog die Maschine von São José dos Campos nach Natal und dann direkt nach Zürich ohne Zwischenlandung. Mit einer Flugzeit von 9:10 Stunden und 7300 Kilometern Strecke war das der längste Flug einer Embraer 190-E2.[39]

- Am 26. März 2025 landete Helvetic Airways erstmalig mit einer Embraer E195-E2 am London City Airport (EGLC / LCY), die seitdem das größte zugelassene Flugzeug auf diesem speziellen Flughafen ist.[40][41]

- Martin Ebners Frau Rosmarie soll ihn durch eine Anmerkung während eines gemeinsamen Fluges mit der Helvetic Airways indirekt zu dem Investment bewogen haben.[6]